# Грегор Мендел
Грегор Јохан Мендел ( , (чеш. Řehoř Jan Mendel; Хинчице, 20. јул 1822 — Брно, 6. јануар 1884) био је аустријски монах, биолог, ботаничар и математичар који се сматра зачетником класичне генетике.

## Биографија
Рођен је 20. јула 1822. године у селу Хајзендорф (сада Хинчице, чеш. Hynčice), у Шлезији, зу Аустрија као Јохан, а име Грегор узима поставши августински фратар. Гимназију је похађао у Тропау (данас Опава), а студије на Филозофском факултету Универзитета у Оломоуцу. Због очеве болести и недостатка новца приморан је да 1843. године постане фратар, па теолошку школу завршава у Брину (данашње Брно).
Дипломирао је математику 1850. године и покушао да се упише на природне науке (биологију), али није положио испит. Без обзира на ову иронију судбине, постао је познат управо у тој науци, а знање математике и одлично баратање бројкама му је у томе помогло. Врло успешно је повезао ове две науке и створио, а и не знајући да је то урадио, генетику.
Иако није успео да положи испит за упис на студије биологије ипак доспева, захваљујући разумевању старешине самостана, у Беч, где изучава зоологију, ботанику, физику, хемију и математику. Враћа се у Брно 1854. г. где предаје на Високој техничкој школи. После више неуспешних покушаја 1856. године одустаје у намери да положи државни тест за учитеља. По неким подацима се сматра да га је у томе спречила болест.
Експерименте на баштенском грашку започиње 1856. г. да би 1865. године резултате тих експеримената саопштио на заседању Природно-историјског научног друштва у Брну, а идуће, 1866, објавио свој рад Експерименти са биљним хибридима (Experiments with Plant Hybrids) у зборнику истог друштва. Копију свог рада шаље тадашњем познатом аустријском ботаничару К. В. Негелију. Негели не препознаје генијалност и значај овог рада, па Мендел, што из разочарења, а што и притиснут обавезама самостанског старешине, престаје са својим експериментима.
Мендел је на изучавању законитости наслеђивања читавог низа особина радио пуних осам година. Да би изабрао особине које се алтернативно испољавају, проучавао је 34 различите особине и од њих одабрао 22 за даље експериментисање. Резултате је саопштио за 7 особина чији је преглед приказан у наредној табели:
| особина         | резултат F2 генерацији               | бројчани однос |
| --------------- | ------------------------------------ | -------------- |
| облик семена    | 5474 округлих : 1850 набораних       | 2,96 : 1       |
| боја котиледона | 6022 жута : 2001 зелена              | 3,01 : 1       |
| боја семењаче   | 705 сиво-смеђа : 224 бела            | 3,15 : 1       |
| облик махуне    | 882 набубреле : 299 са сужењима      | 2,95 : 1       |
| боја махуне     | 482 зелених : 152 жутих              | 2,82 : 1       |
| положај цвета   | 651 аксијалан : 207 терминалан       | 3,14 : 1       |
| висина стабљике | 787 високих : 277 ниских             | 2,84 : 1       |
| укупно          | 14 889 доминантних : 5010 рецесивних | 2,98 : 1       |

Врхунац у каријери постиже 1868. године избором за старешину самостана и на том месту остаје до смрти, непризнат од стране научника тога доба и потпуно непознат за јавност. Његови радови и генијално изведени закључци били су далеко испред нивоа науке тог времена да би тек почетком 20. века били поново откривени и постали основа савремене генетике. Три научника 1900. г, Де Фриз (Холандија), Коренс (Немачка) и Чермарк (Аустрија), независно један од другог, случајно проналазе Менделов рад и увиђају да је он већ формулисао основне законе наслеђивања.
Тек 16 година после Менделове смрти, његов рад добија признање, а његови закључци име које им са правом припада:
Први и Други Менделов закон наслеђивања.

## Рад и дело
Људи још од давнина знају да се особине преносе с родитеља на потомство, јер су деца неизбежно наликова на своје родитеље. Од тренутка када су се почеле узгајати биљке и животиње, људи су намерно спаривали јединке које су показивале боље особине. Такав начин узгоја назива се контролисаним. Кроз историју, контролисани је узгој често био успешан, али понекад и поражавајући. Међутим, нико није знао зашто је то тако.
У Менделово доба људи још нису разумели механизме наслеђивања јер су заправо тек тада почели да разумевају процес размножавања. Многи биолози још су водили расправе око питања појединачне улоге мушког и женског родитеља у стварању потомства. Мендел је сматрао да оба родитеља имају подједнаке уделе у потомству - да сваки родитељ даје по једну полну ћелију које се спајају у оплођено јаје односно зигот. Било је јасно да полне ћелије морају да носе наследне информације, али нико није био потпуно сигуран како су те информације тамо дошле.
Истраживање наследних особина код биљака
Мендела је веома занимала појава наслеђивања одређених особина код биљака, посебно када су се међусобно опрашивале биљке различитог изгледа. Укрштањем таквих биљака настају хибриди. Хибридни потомци обично показују особине оба родитеља, али не увек. Особине понекад изостану, али се зато појаве у каснијим генерацијама. Мендел се запитао шта је узрок томе и постоји ли препознатљив систем по којем се то догађа. За тест организам узео је обични, јестиви вртни грашак (Pisum sativum). Осим лаганог узгоја, грашак има низ особина семена и стабљике које је било лако идентификовати. Тако је Мендел изабрао седам различитих особина: висину биљке, положај цветова на стабљици, боју цвета, боју незрелих махуна, облик (изглед) зрелих махуна, облик и боју семена испод семене лупине.
Мендел је међусобно опрашивао биљке које су се разликовале по одређеним особинама. Након тога је пребројио потомке ове две биљке код којих се особина испољила на један начин те оне код којих се иста испољила на други начин. Потом је пустио ове потомке и потомке ових потомака да се самоопраше (мушка и женска полна станица потичу од истог родитеља). Овај процес наставио је кроз неколико генерација грашка, увек помно пребројивши колико се пута поједини облик посматране особине појавио.
Планирајући и изводећи овај експеримент, Менделу је успело оно што није пошло за руком ни једном истраживачу пре њега. Он је, уместо да проучава целокупни изглед биљке, одабрао неколико различитих особина чије је промене пратио. Притом је изабрао особине које се испољавају у два лако уочљива, различита облика. Веродостојност Менделовог експеримента лежи у дуготрајном континуираном раду с грашком. Наиме, Мендел је пратио грашак осам година, посматрајући више од 30.000 јединки. Неке је биљке пратио чак кроз седам генерација. Он није само пасивно посматрао промене које су се појављивале из генерације у генерацију, већ је увек настојао тачно да изброји број јединки које су поседовале одређену особину. Након тога је користећи математичке формуле настојао да открије правила по којима се особине наслеђују. Због тога се Мендел сматра једним од првих научника који је користио статистику (грану математике која се бави проучавањем и анализом бројчаних података) приликом интерпретације резултата истраживања.
Након што је таблично приказао резултате стотина укрштања и самоопрашивања биљака, Мендел је уочио одређену правилност. Када је укрштао нпр. високе и ниске биљке, сви потомци били су високи. Није било ниских или средње високих биљака. Ако би допустио самоопрашивање, ниски би се грашак поновно појавио - једна од четири биљке у другој генерацији била је ниска. У трећој генерацији биљака које су се самоопрашивале, ниске су биљке давале још више ниских потомака. Једна трећина високих биљака давала је само високе биљке, док су остале две трећине високих биљака међу потомством имале високе и ниске биљке, али опет у односу 3:1. У свим каснијим генерацијама поновили су се исти резултати. Исти резултати појавили су се и код осталих особина које је Мендел пратио. Један облик сваке особине показао се три пута чешћи од другог у свим генерацијама након прве. Такав облик Мендел је назвао доминантним, док је мање чести облик назвао рецесивним.
Мендел је такође спознао и да се особине наслеђују независно једна од друге. Уочио је да наслеђивање боје семена нема везе с висином родитељских биљака. Није било важно ни који је родитељ био висок, мајка или отац.
Из резултата које је имао пред собом, Мендел је такође закључио да свако семе садржи два фактора који одређују изражавање поједине особине. Један фактор семе би добило из женске, а други из мушке полне ћелије. Будући да је свака родитељска биљка морала да садржи два фактора датог својства, Мендел је закључио да се овај пар код сваког родитеља морао раздвојити током стварања полних ћелија. Када се то не би догађало, потомци би наслеђивали четири фактора. Ако је родитељска биљка била хибрид који носи два различита фактора, половина њезиних полних ћелија садржавала би један, а половина други фактор. Само је случај могао да одлучи који ће потомак наследити који фактор. Ако су оба фактора која је потомак наследио била идентична (хомозигот - доминантни или рецесивни), потомак би показао само тај облик особине и даље би га преносио. У случају да је добио два различита фактора (хетерозигот), доминантни и рецесивни, видљив би био само онај доминантан. Међутим, оваква би биљка свеједно свом потомству предавала и рецесивни фактор. Ова теорија објашњава однос 3:1 између доминантних и рецесивних особина које је Мендел открио.
Менделови фактори заправо су гени које он није познавао као што није познавао ни појам хомологних хромозома. На основу Менделових резултата, касније су формулирана три Менделова закона.
Резултате свога рада Мендел је објавио у облику научног чланка под називом Експерименти у хибридизацији биљака (Versuche ûber Pflanzenhybriden) у малом научном часопису Природословног друштва из Брна 1866. године. Постојало је само 115 копија часописа, стога није чудно да се за Мендела и његов рад није чуло. Они који су чланак прочитали, нису били ни најмање импресионирани открићима. Познато је чак и да је Дарвин имао један примерак, али је накнадно утврђено да чланак уопште није прочитао. Две године након објављивања чланка, Мендел је изабран за опата самостана у Брну те због презапослености више није имао времена за истраживање.
Мендел је уживао предајући, уз много ентузијазма настојао је да у другима побуди интерес за учење и истраживање. Држао је предавања у Природословном друштву у Брну с циљем да и други истраживачи пођу његовим стопама те да покушају поновити његове експерименте. С обзиром да током његовог живота то није нико учинио, Мендел је умро помало разочаран, 6. јануара 1884. године. Упркос тога никада није сасвим одустао од наде да ће резултати његовог мукотрпног рада једног дана постати цењени.
Свет је Менделове заслуге признао тек 16 година након његове смрти. Тада је холандски истраживач Хуго де Вриес спровео укрштања биљака која су у основи дала исте резултате као и Менделови експерименти с грашком. У време када је радио на свом експерименту, Хуго де Вриес није чуо за Мендела, а открио га је тек када је намеравао да објави своје резултате. Проучавајући научну литературу наишао је на Менделов чланак. Истовремено су још два истраживача, Карл Коренс у Немачкој и Ерих фон Чермак у Аустрији, открила Менделов рад независно један о другог. Сва су тројица истраживача споменула Мендела у својим радовима у којима описују властите експерименте на подручју узгоја биљака. Тек је четврти истраживач, Вилијам Батесон, промовисао Менделово име у научном свијету. Он је схватио да би Менделови закони могли постати камен темељац нове науке за коју је 1906. сковао назив генетика.
Кад се цитира Менделов допринос ботаничком имену, користи се ознака Мендел.

## Менделови закони
1. Закон о једноличности: укрштањем чисте линије јединки тј. хомозиготних родитеља (AA, aa) настају потомци Ф1 генерације који су међусобно једнаки. На пример, ако је укрштана биљка рецесивне особине a с биљком рецесивне особине a, сви су потомци имали ту особину, јер је та особина рецесивна те да би била видљива у фенотипу, оба алела морају бити рецесивна (aa).
2. Закон сегрегације: одвајањем алела током мејозе у другој генерацији. Односи појединих својстава су константни. Ако се прати једну особина код укрштања уз постојање доминантног својства, посматра се једно својство које се наслеђује, с тим да једна јединка носи два доминантна алела за једно својство (AA), а друга два рецесивна за исто својство (aa). Укрштањем се у првој генерацији појављује само доминантна особина, док у другој долази у односу 3:1 због тога што су се рецесивни алели успели спојити током укрштања Ф1.
3. Закон независног наслеђивања: поједина својства, која се наслеђују одвојено, при укрштању међу јединкама расподељују се по насумичном узорку, без некаквог правила. Због тога код укрштања кад се прате две особине, постоји 16 могућих комбинација алела.